# Дарвін Мачіс
Дарвін Мачіс (ісп. Darwin Machís, нар. 7 лютого 1993, Тукупіта) — венесуельський футболіст, нападник клубу «Удінезе» та національної збірної Венесуели.

## Клубна кар'єра
Вихованець клубу «Мінерос де Гуаяна». 21 серпня 2011 року в матчі проти «Естудіантес де Меріда» Дарвін дебютував у венесуельській Прімері. У поєдинку проти клубу «Яракуянос» Дарвін забив свій перший гол за «Мінерос». Всього за рідну команду провів один сезон, взявши участь у 28 матчах чемпіонату.
7 липня 2012 року приєднався до італійського «Удінезе», але для того щоб швидше адаптуватися до європейського футболу, Мачіс підписав п'ятирічний контракт з іншою командою, що належала Джампаоло Поццо, іспанською «Гранадою». 20 серпня в матчі проти «Райо Вальєкано» він дебютував у Ла Лізі. Втім закріпитись у клубі не зумів і виступав за дублюючу команду через високу конкуренцію. Тому зігравши лише 5 ігор в усіх турнірах, на початку 2013 року Дарвін на правах оренди перейшов у португальську «Віторію» (Гімарайнш). 2 лютого в матчі проти «Порту» він дебютував у Сангріш-лізі. Втім і тут закріпитись не зумів, теж зігравши лише 5 ігор до кінця сезону.
Повернувшись в «Гранаду» венесуелець знову виступав здебільшого за резервну команду і 2014 року був відданий в оренду в «Еркулес» з Сегунди. По закінченні оренди Дарвін повернувся в «Гранаду» і провів кілька матчів за основний склад, втім знову закріпитись не зумів і з 2015 року провів по сезону в оренді в клубах «Уеска» та «Леганес», де нарешті зумів стати основним гравцем. Після цього сезон 2017/18 нарешті провів у статусі основного гравця «Гранади», забивши 12 голів у 30 іграх Сегунди, але не зумів вивести команду в Прімеру.
18 липня 2018 року нарешті підписав контракт з «Удінезе». У матчі проти «Парми» він дебютував у Серії A. Тим не менш Мачісу вкотре на вдалось стати основним гравцем, тому 29 січня він повернувся до Іспанії і до кінця сезону на правах оренди захищав кольори «Кадіса» у Сегунді.

## Виступи за збірні
2013 року залучався до складу молодіжної збірної Венесуели на молодіжному чемпіонаті Південної Америки у Аргентині. На турнірі він зіграв у трьох матчах, але його збірна не вийшла з групи.
23 грудня 2011 року дебютував в офіційних іграх у складі національної збірної Венесуели в товариському матчі проти збірної Коста-Рики. 8 вересня 2018 року в поєдинку проти збірної Колумбії Мачіс забив свій перший гол за національну команду.
У складі збірної був учасником розіграшу Кубка Америки 2019 року у Бразилії. У третьому матчі в групі проти Болівії відзначився двома голами на 1-й і 54-й хвилинах, був визнаний кращим гравцем поєдинку, а збірна Венесуели перемогла з рахунком 3:1 і вийшла у чвертьфінал.
| Дата       | Місто          | Господарі | Результат | Гості      | Турнір                          | Голи | Примітки |
| ---------- | -------------- | --------- | --------- | ---------- | ------------------------------- | ---- | -------- |
| 23-12-2011 | Баркісімето    | Венесуела | 0 – 2     | Коста-Рика | товариський матч                | -    | 59'      |
| 26-1-2012  | Х'юстон        | Мексика   | 3 – 1     | Венесуела  | товариський матч                | -    | 75'      |
| 23-3-2017  | Матурин        | Венесуела | 2 – 2     | Перу       | Відбір до ЧС 2018               | -    | 72'      |
| 28-3-2017  | Сантьяго       | Чилі      | 3 – 1     | Венесуела  | Відбір до ЧС 2018               | -    | 68'      |
| 3-6-2017   | Сенді          | США       | 1 – 1     | Венесуела  | товариський матч                | -    | 67'      |
| 8-6-2017   | Бока-Ратон     | Еквадор   | 1 – 1     | Венесуела  | товариський матч                | -    | 77'      |
| 31-8-2017  | Сан-Кристобаль | Венесуела | 0 – 0     | Колумбія   | Відбір до ЧС 2018               | -    |          |
| 13-11-2017 | Неймеген       | Венесуела | 0 – 1     | Іран       | товариський матч                | -    | 75'      |
| 7-9-2018   | Маямі          | Венесуела | 1 – 2     | Колумбія   | товариський матч                | 1    | 81'      |
| 11-9-2018  | Панама         | Панама    | 0 – 2     | Венесуела  | товариський матч                | -    | 79'      |
| 16-11-2018 | Ойта           | Японія    | 1 – 1     | Венесуела  | товариський матч                | -    | 85'      |
| 20-11-2018 | Доха           | Іран      | 1 – 1     | Венесуела  | товариський матч                | 1    | 82'      |
| 22-3-2019  | Мадрид         | Аргентина | 1 – 3     | Венесуела  | товариський матч                | -    | 79'      |
| 6-6-2019   | Атланта        | Мексика   | 3 – 1     | Венесуела  | товариський матч                | -    | 46'      |
| 9-6-2019   | Цинциннаті     | США       | 0 – 3     | Венесуела  | товариський матч                | -    | 66'      |
| 15-6-2019  | Порту-Алегрі   | Венесуела | 0 – 0     | Перу       | Копа Америка 2019 - 1-й етап    | -    | 64'      |
| 18-6-2019  | Сальвадор      | Бразилія  | 0 – 0     | Венесуела  | Копа Америка 2019 - 1-й етап    | -    | 76'      |
| 22-6-2019  | Белу-Оризонті  | Болівія   | 1 – 3     | Венесуела  | Копа Америка 2019 - 1-й етап    | 2    | 73'      |
| 28-6-2019  | Ріо-де-Жанейро | Венесуела | 0 – 2     | Аргентина  | Копа Америка 2019 - чвертьфінал | -    | 71'      |
| Усього     |                | Матчів    | 19        |            | Голів                           | 4    |          |